# Щетинський Олександр Степанович
Олекса́ндр Степа́нович Щети́нський (нар.22 червня 1960, Харків) — український композитор. Лауреат семи міжнародних композиторських конкурсів.

## Життєпис
Олександр Щетинський народився у Харкові. У 1983 р. закінчив Харківський інститут мистецтв (тепер — Харківський національний університет мистецтв імені Івана Котляревського) як композитор у класі Валентина Борисова. Доповнював свою освіту участю у різноманітних курсах і майстер-класах, де відвідував лекції, зокрема, Вітольда Лютославського, Богуслава Шеффера, Кшиштофа Пендерецького, Едісона Дєнісова та ін. У 1991 р. закінчив Курси комп'ютерної музики у Краківській музичній академії.
З 1982 вів педагогічну діяльність; спершу — у музичні школі, де застосовував методику Брайніна, згодом, з 1991 р. — у Харківському інституті мистецтв (класи композиції, інструментування та спеціальний курс композиторських технік XX століття). У 1995 р. провадив цикл лекцій про сучасну музику у Національній музичній академії України. Давав лекції присвячені сучасній українській музиці, а також презентував власні твори в Європі (Австрія, Німеччина, Нідерланди, Швеція, Польща, Словаччина), Росії, США та Україні. У 1999 та 2001 рр. провадив композиторські майстер-класи в Охриді (Македонія).
З 1989 р. його творчість стає відомою за кордоном. Список виконавців його творів досить значний, і охоплює такі постаті й колективи, як «Гелікон-Опера» в Москві, Варшавський філармонічний оркестр, Національний оркестр БіБіСі в Уельсі, Оркестр Словацького радіо, Національний симфонічний окрестр України, ансамбль «musikFabrik», «Kairos Quartett» (Німеччина), «Ensemble Continuum», «MAVerick Ensemble» (США) тощо.
Олександр Щетинський отримав ряд нагород за свої твори:
- Основна та спеціальна нагорода на Міжнародному конкурсі ім. Казімєжа Сероцького (Польща, 1990)
- Перша нагорода на Міжнародному конкурсі духовної музики у Фрібурі (Швейцарія, 1991)
- Друга нагорода на Міжнародому конкурсі ім. Вітольда Лютославського (Польща, 1995)
- Друга нагорода на Міжнародному конкурсі ім. Анрі Дютійо (Франція, 1996)
- Третя нагорода на Міжнародному конкурсі ім. Густава Малера у Клагенфурті (Австрія, 1998)
- Російська національна театральна нагорода «Золота маска» в номінації «інновація» (Москва, 2008)
- Друга нагорода на Міжнародному композиторському конкурсі в Люксембурзі

## Творчість

### Музика для кіно
Олександр Щетинський написав музику до художніх фільмів Игора Подольчака Las Meninas (2008), Delirium (2012), Merry-Go-Round (2017).

#### Музика  доLas Meninas
Оскільки головний персонаж фільму Мати є колишньою віолончелісткою, а Син в дитинстві навчався гри на фортепіано, переважна частина музики створена саме для цих інструментів. Не відкидаючи повністю традиційного використання музики в кіно як фону для діалогів або засобу емоційного забарвлення кадру, режисер і композитор зосередили увагу на самостійній ролі музики як смислового контрапункту до слів і відеоряду. В багатьох сценах музика виходить на перший план і поєднується із шумами (як природними, так і утвореними штучно), що змонтовані за музичними принципами, тому весь звуковий ряд фільму можна розглядати як цілісну звукову інсталяцію. Для 15-хвилинної музичної сцени фільму (спогади і марення Сина), що не містить жодного слова, Щетинським була створена Соната для віолончелі і фортепіано — самостійна концертна композиція, що може виконуватись окремо від фільму. Співрежисером цієї музичної частини фільму виступив відомий американський кліпмейкер Дін Карр.
Стилістична палітра музики, відповідно до багатопланової смислової структури фільму, є досить широкою — від барокових, класичних і пізньоромантичних алюзій до жорсткого атоналізму і сонористики. Однак композитор уникає колажного зіставлення різних стилів, натомість прагнучи до їхньої інтеґрації й синтезу.

#### Музика доDelirium
Музику для фільму написав Олександр Щетинський. Початково режисер і композитор планували уподібнити музику до традиційного жанру Dies Irae (лат.: День гніву), що є частиною католицької меси. Були написані шість закінчених інструментальних частин, названих відповідно до розділів латинського тексту меси: Dies Irae, Quantus tremor, Mors stupebit, Ingemisco, Tuba mirum, Lacrimosa. Композитор обмежився засобами симфонічного оркестру і не використовував ані тексту, ані вокалу. Музика не містила прямої ілюстративності й, зокрема, завдяки аванґардним стильовим прийомам парадоксально поєднувалася із назвами, апелюючи до принципів сюрреалізму, що цілком відповідало естетиці фільму і намірам режисера. Однак в процесі роботи автори вирішили використати лише дві музичні частини — Mors stupebit на початку фільму (на екрані — лише назва DELIRIUM) і Dies irae в кінці (титри). Під час розгортання дії фільму музика взагалі не звучить. Єдиний виняток — молитва-речитація священника, де використано текст Dies irae (в озвученні цього епізоду взяв участь сам композитор). Завдяки цьому початковий і кінцевий музичні фраґменти набули додаткового драматургічного значення: введення до «проблематики» фільму (ефект налаштування на відповідну естетичну «хвилю») і смислове узагальнення. Натомість молитва Священника цю проблематику конкретизує.

## Участь у конкурсах міжнародних кінофестивалів

### 2017
- НАЦІОНАЛЬНИЙ КОНКУРС — Одеський Міжнародний Кінофестиваль. (Merry-Go-Round)

### 2009
- COMPETITION — Trieste Film Festival, [Архівовано 28 липня 2011 у Wayback Machine.] Італія (Las Meninas)
- COMPETITION — Mediawave Festival [Архівовано 21 липня 2011 у Wayback Machine.]. Угорщина (Las Meninas)

### 2008
- TIGER AWARDS COMPETITION — 37th Rotterdam International Film Festival,[недоступне посилання з травня 2019] Нідерланди (Las Meninas)
- NEW FILMMAKERS COMPETITION — 32th Mostra Internacional De Cinema Sao Pãulo, Бразилія (Las Meninas)
- FEATURES COMPETITION — Split International Film Festival, Хоравтія (Las Meninas)
- COMPETITION «CINEMA WITHOUT A FILM» Open Film Festival «Kinoshock», Anapa, Росія (Las Meninas)
- INTERNATIONAL COMPETITION — 8th International Film Festival Era New Horizons, Wroclaw, Польща (Las Meninas)
- EASTERN PANORAMA COMPETITION — 16th Artfilm International Film Festival, Slovakia (Las Meninas)
- COMPETITION — l'Alternativa. 15th Barcelona Independent Film Festival, Іспанія (Las Meninas)
- FIPRESCI COMPETITION — 7th Transilvania International Film Festival, Румунія (Las Meninas)

## Участь у програмах міжнародних кінофестивалів

### 2017
- 20th Revelation Perth International Film Festival. [Архівовано 19 вересня 2020 у Wayback Machine.] Перт, Австралія (Merry-Go-Round)

### 2009
- 32nd Göteborg International Film Festival. Швеція (Las Meninas)
- Фестиваль Європейського Кіно, Київ (Las Meninas)
- 5th European Film Festival. Essex, UK, Warsaw, PL, Graz, AT, Athens, GR, Budapest, HU, Bristol, UK, Turku, FI, Moscow, RU, Dresden, DE, Stockholm, SE, Einhoven, NL, Malaga, ES, Aalborg, DK (Las Meninas)

### 2008
- Goeast — 8th Festival of Central and Eastern European Film, Wiesbaden, Німеччина (Las Meninas)
- 9th Seoul International Film Festival, Південна Корея (Las Meninas)
- 30th Moscow International Film Festival, Росія (Las Meninas)
- 36th La Rochelle International Film Festival,[недоступне посилання з серпня 2019] Франція (Las Meninas)
- 43rd Karlovy Vary International Film Festival, [Архівовано 4 грудня 2012 у Archive.is] Чехія (Las Meninas)
- 17th St.George Bank Brisbane IFF, Автралія (Las Meninas)
- 14th Athens International Film Festival, [Архівовано 17 вересня 2008 у Wayback Machine.] Греція (Las Meninas)
- 28th Cambridge Film Festival, Велика Британія (Las Meninas)
- XXV Festival De Cine De Bogotá, Колумбія (Las Meninas)
- Tallinn Black Nights IFF, [Архівовано 20 липня 2011 у Wayback Machine.] Естонія (Las Meninas)
- Santa Fe Film Festival, США (Las Meninas)